# آمباسادوری
آمباسادوری (به انگلیسی: Ambasadori) گروه موسیقی اهل یوگسلاوی بودند.
آن‌ها نماینده یوگسلاوی در یوروویژن ۱۹۷۶ بودند.